# Majhora Bishnupur
Majhora Bishnupur – gaun wikas samiti w środkowej części Nepalu w strefie Dźanakpur w dystrykcie Mahottari. Według nepalskiego spisu powszechnego z 2001 roku liczył on 938 gospodarstw domowych i 5638 mieszkańców (2701 kobiet i 2937 mężczyzn).